# Palpitacije
Palpitacije predstavljaju osećaje jakog i ubrzanog lupanja srca.

## Uzrok nastanka
Uzrok nastanka palipitacija mogu biti: vežbanje, anksioznost, stres, osećaj straha, povišena telesna temperatura, konzumiranje kofeina, nikotina, kokaina, nekih dijetetskih sredstava, hipertireoidizam, anemija, hiperventilacija, nizak nivo kiseonika u krvi, neki lekovi (beta blokatori, antiaritmici, hormoni), prolaps mitralne valbule, aritmije, oboljenja srca i dr.

## Klinička slika
Palpitacije se mogu različito osetiti, od osećaja neprijatnosti, neugodnosti, do jakog lupanja srca, osećaja nepravilnog ritma, „kao da će srce da iskoči iz grudi”, osećaja srca u grudima, grlu ili vratu. Uglavnom palpitacije ne predstavljaju ozbiljan znak, i brzo prolaze, naravno, mogu biti i znak ozbiljnog oboljenja, zavisno od samog uzroka. Ukoliko postoji srčano oboljenje uz sam osećaj palpitacije, mogu se javiti i gubitak svesti ili bol u grudima, preznojavanje, vrtoglavica.

## Dijagnoza
Bitno je da sama osoba koja oseća palpitacije zapamti koliko se često javljaju, kada se javljaju, koliko traju, koliki je puls u vreme palpitacija i kako se osećaju za vreme palpitacija. Dijagnoza, odnosno uzrok se postavlja na osnovu anamneze, kliničkog pregleda, laboratorijskih analiza, EKG-a, holtera, ultrazvuka, angiografije i dr.

## Lečenje
Ukoliko se palpitacije javljaju kao posledica stresa ili anksioznosti, potrebno je da se osoba opusti i smiri, mogu pomoći duboko disanje, vežbe disanja i relaksacije. Kada je poznat uzrok leči se osnovno oboljenje.

## Spoljašnje veze
- MedlinePlus Medical Encyclopedia, NIH
- Arrhythmia (palpitations)
- Heart Palpitations
- Irregular heartbeat
- Abnormal Heart Rhythm (Arrhythmia)

|  | Molimo Vas, obratite pažnju na važno upozorenje u vezi sa temama iz oblasti medicine (zdravlja). |